# Vlindereffect
Het vlindereffect (Engels: butterfly effect) is de sterke gevoeligheid van systemen voor verschillen in beginvoorwaarden. Bij niet-lineaire systemen met een grote gevoeligheid kan de afwijking met elke stap exponentieel toenemen. De term wordt gebruikt om een aantal chaotische fenomenen te omschrijven. Het vlindereffect speelt dan ook een belangrijke rol binnen de chaostheorie.
De naam is gebaseerd op Een geluid als van onweer (Engels: 'A Sound of Thunder'), een kort verhaal geschreven door Ray Bradbury. De oorspronkelijke versie verscheen voor het eerst in 1952 in tijdschrift Collier's. In dit verhaal reist de protagonist ruim 65 miljoen jaar terug in de tijd. Door in dat verre verleden per ongeluk op een vlinder te staan blijkt hij bij terugkomst in het heden de tijdlijn te hebben veranderd. 
Deze metafoor werd in 1961 gebruikt door Edward Lorenz om aan te geven dat de vleugels van een vlinder in Brazilië maanden later een tornado in Texas zouden kunnen veroorzaken.
Systemen die eigenschappen van het vlindereffect hebben, en zich dus 'chaotisch' gedragen, zijn onder meer de beurshandel en de atmosfeer.